# Forcipomyia punctatipennis
Forcipomyia punctatipennis är en tvåvingeart som beskrevs av Jean-Jacques Kieffer 1924. Forcipomyia punctatipennis ingår i släktet Forcipomyia och familjen svidknott. Inga underarter finns listade i Catalogue of Life.